# The Arusha Hotel
The Arusha Hotel (tên cũ là New Arusha Hotel) là khách sạn lâu đời nhất ở thành phố Arusha của Tanzania. Khách sạn được xây dựng vào năm 1894. 